# Discoclaoxylon
Discoclaoxylon é um género botânico pertencente à família Euphorbiaceae.

## Espécies
- Discoclaoxylon hexandrum
- Discoclaoxylon occidentale
- Discoclaoxylon pedicellare
- Discoclaoxylon pubescens

## Nome e referências
Discoclaoxylon  (Müll.Arg.) Pax & K.Hoffm.